# Super Robot Wars 64
Super Robot Wars 64 (Super Robot Taisen 64 (スーパーロボット大戦６４, Sūpā Robotto Taisen Rokujūyon) au Japon) est un jeu vidéo de rôle sorti en 1999 sur Nintendo 64. Le jeu a été développé par AI et édité par Banpresto.
Le jeu fait partie de la série Super Robot Wars.